# Stema Spaniei

Stema Spaniei

Stema de stat a Spaniei este folosită în drapelul țării începând cu anul 1981.